# 長崎県立鶴南特別支援学校
長崎県立鶴南特別支援学校（ながさきけんりつ かくなんとくべつしえんがっこう）は、長崎県長崎市蚊焼町にある県立の特別支援学校。

## 概要
校名の由来
学校のそばには長崎港が広がり、長崎港はその形状から別名「鶴の港」と呼ばれ、その南方にあることから、「鶴南」の校名が付けられた。
所在地
〒851-0401 長崎県長崎市蚊焼町（かやきまち）721番地
蚊焼地区は2005年（平成17年）の市町村合併前は西彼杵郡三和町だった場所で、海と山に囲まれている。そばには角力灘（すもうなだ）が広がる。住所の「蚊焼」は昔、カヤを焼いた跡地で焼畑農業をしていたことに由来すると言われている。
分校・分教室
- 五島分校
  - 小・中学部（五島市立福江小学校内）- 〒853-0003 五島市錦町1番1号（北緯32度41分34.1秒 東経128度50分32.5秒 / 北緯32.692806度 東経128.842361度）
  - 高等部（長崎県立五島海陽高等学校内）- 〒853-0065 五島市坂の上一丁目6番1号（北緯32度41分22.4秒 東経128度50分18.8秒 / 北緯32.689556度 東経128.838556度）
- 高等部西彼杵分教室（長崎県立西彼杵高等学校内）- 〒857-2303 西海市大瀬戸町瀬戸西濱郷663（北緯32度56分13秒 東経129度39分4.7秒 / 北緯32.93694度 東経129.651306度）- 2025年（令和7年）4月に長崎県立時和特別支援学校に移管（予定）。

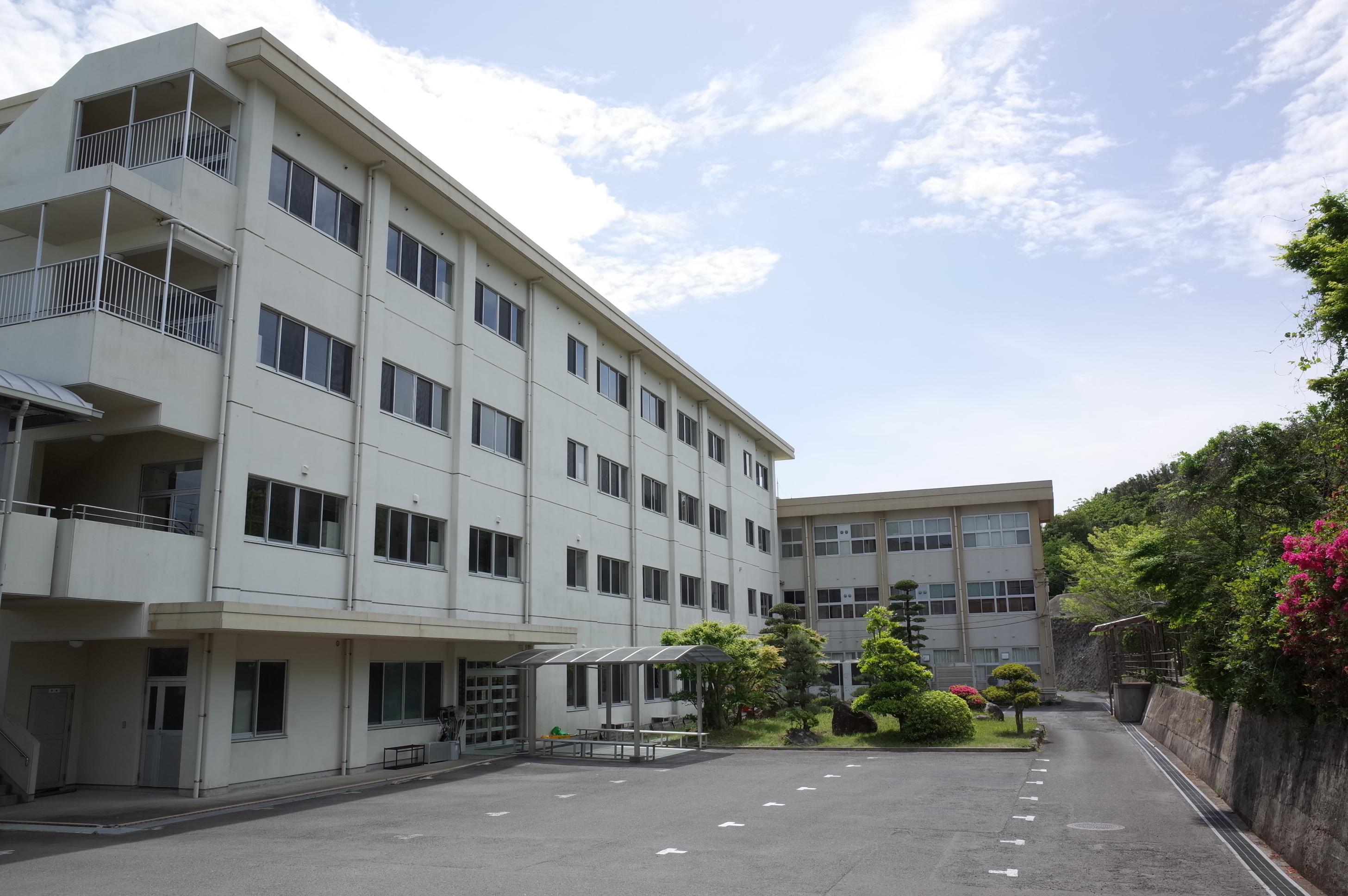
高等部西彼杵分教室
（長崎県立西彼杵高等学校に併設）

校訓
「元気に　たゆまず　美しく」
校章
村嶋正治によってデザインされた。校章の中には「養」の文字と、校名の中にもある「三羽の鶴」の絵が入っている。「養」は学校を表し、「鶴」は厳しい自然にも負けず、仲間を大切にして長い旅を続ける雄大で美しい鳥であることから、本校の児童生徒が大空を大きく羽ばたき、たくましく生きていってほしいという願いが込められている。また三羽の鶴は児童生徒・保護者・教職員を象徴している。
校歌
3番まである。学校公式ホームページで、校歌を聞くことができる。
学部
- 小学部
- 中学部
- 高等部

## 沿革
- 1979年（昭和54年）
  - 4月 - 西彼杵郡三和町大字布巻（現 長崎市布巻町）にプレハブの仮校舎を設置し、「長崎県立平山養護学校」（小学部8学級、中学部4学級、訪問教育5学級）が開校。
  - 8月 - 新校舎（長崎市平山町1232番2[3]）へ移転。
- 1982年（昭和57年）3月 - 訪問教育[4]主管校を長崎県立長崎養護学校へ移管。
- 1989年（平成元年）
  - 4月 - 中学部が旧長崎県立三和養護学校[5]（西彼杵郡三和町蚊焼・現在地）に移転。
  - 11月 - 創立10周年記念式典挙行。
- 1990年（平成2年）12月 - 三和旧校舎そばに新校舎（管理棟･教室棟･給食室･便所･渡廊下等）が完成。
- 1991年（平成3年）1月 - 中学部が新校舎へ移転。
- 1991年（平成3年）
  - 3月 - 三和旧校舎大規模改修工事が完成。
  - 4月 - 三和校舎に小学部も完全に移転し、校名を「長崎県立鶴南養護学校」に改称。
  - 10月 - 運動場整備工事完成。
  - 11月 - 三和校舎総合落成記念式典挙行。
- 1992年（平成4年）11月 - 第1回鶴南まつりを開催。同月、体育館改装工事完成。
- 1994年（平成6年）4月 - スクールバスを神ノ島線に延長。
- 1995年（平成7年）
  - 4月 - 高等部を開設（1学年2学級）。あわせて高等部スクールバス滑石口線の運行を開始。
  - 6月 - 高等部、高総体（第47回長崎県高等学校総合体育大会）に初参加。
- 1996年（平成8年）3月 - 高等部校舎増築工事が完成。
- 1997年（平成9年）4月 - 高等部訪問教育を試行。あわせて高等部スクールバス湊公園線の運行を開始。
- 1998年（平成10年）10月 - 高等部、長崎県立高等学校総合文化祭美術展に初参加。
- 1999年（平成11年）4月 - 高等部に課外クラブ「美術部」を創設。
- 2001年（平成13年）4月 - 鶴南養護学校創立10周年記念式典を挙行。また、高等部スクールバスを時津･長与線に延長。
- 2005年（平成17年）4月1日 - 五島市にある長崎県立五島海陽高等学校に高等部五島分教室を開設。
- 2006年（平成18年）4月1日 - 西彼杵郡時津町にある長崎県立盲学校に小学部時津分教室を開設。
- 2010年（平成22年）4月1日 - 校名を「長崎県立鶴南特別支援学校」（現校名）に改称。
- 2011年（平成23年）4月1日 - 五島市にある五島市立福江小学校に小・中学部五島分教室を開設。
- 2012年（平成24年）4月1日 - 長崎県盲学校内の時津分教室に中学部を新設。
- 2015年（平成27年）4月1日 - 時津分教室に高等部を設置の上「時津分校」に改称。小・中学部五島分教室と高等部五島分教室を統合し「五島分校」とする。
- 2016年（平成28年）4月1日 - 高等部西彼杵分教室を長崎県立西彼杵高等学校に設置。
- 2024年（令和6年）4月1日 - 時津分校が分離の上、「長崎県立時和特別支援学校」として独立[6]。
- 2025年（令和7年）4月1日 - 西彼杵分教室を長崎県立時和特別支援学校に移管（予定）[7]。西彼杵分教室は、同日西海市立大瀬戸中学校に併設（新設）予定の小学部・中学部とともに、「長崎県立時和特別支援学校 西彼杵分校」となる（予定）[8]。

## アクセス
- 長崎自動車（長崎バス） 「平山台団地」「晴海台（はるみだい）団地」バス停
  - ココウォーク茂里町発の30番「平山台団地」か「晴海台団地」行きの路線バスに乗り、終点で下車。
- 長崎市中心部から国道499号を南に進み、「平山台入口」交差点で右折。

## 周辺
本校
- 長崎市立土井首中学校開成分校
- 長崎市立南陽小学校開成分校
- 長崎市立晴海台小学校
- 周辺は団地が多い。